# ChrisCross
Pour les articles homonymes, voir Williams et Christopher Williams.
Christopher Williams alias ChrisCross est un dessinateur de comics et de bande dessinée américain, né le 23 juin 1968 à Brooklyn.
Il est connu principalement pour ses dessins sur les séries de comics Blood Syndicate et Heroes chez Milestone Comics (en), Captain Marvel et Slingers chez Marvel Comics et Firestorm chez DC Comics.

## Biographie
Après avoir étudié la peinture et l'animation à la School of Visual Arts de New York, il décide de poursuivre sa carrière en tant qu'illustrateur.

## Œuvres

### Bandes dessinées
- Neferites, scénario de Sylviane Corgiat et Patrick Galliano, dessins de Chris Cross, Les Humanoïdes Associés, coll. « Dédales »
  - L’Embaumeur (2006)

### Comics
- Marvel Heroes Hors Série tome 11 : Captain Marvel: Lignée de Grendel, scénario de Peter David, dessins de Chris Cross, Marvel France coll. « Marvel Comics » (2002)
- Green Lantern tome 3 : La troisième armée, scénario de Peter Tomasi et Geoff Johns, dessins de Chris Cross, Fernando Pasarin (en) et Doug Mahnke, Urban Comics coll. « DC Renaissance » (2014)